# Skeptical Inquirer
Скепти́ческий опро́сник: журна́л нау́ки и ра́зума (англ. Skeptical Inquirer: The magazine for science and reason) — американский журнал, издаваемый два раза в месяц Комитетом скептических расследований.
Миссия издания заключается в том, чтобы «поощрять критическое исследование паранормальных явлений и утверждений маргинальной науки, с ответственной, научной точки зрения и сообщать факты об итогах таких расследований научному сообществу и общественности». Skeptical Inquirer является международным, но не имеет формат научного журнала.
В 2006 году основатель Комитета скептических расследований Пол Куртц приурочил к тридцатилетию со дня выхода первого номера Skeptical Inquirer четыре долгосрочных столпа редакционной политики:
1. критиковать утверждения исходящие со стороны паранормальных явлений и лженауки
2. воспроизводить научный метод и природу научного мировоззрения
3. искать пути взвешенного представления науки в СМИ
4. продвигать критическое мышление в школах

Если в статье критикуется сторонник или сторонница параномального явления, то им предоставляется возможность вступить в дискуссию и представить свои ответы на критику.
Первоначально журнал носил название «Ищущий» (англ. The Zetetic), и был основан и редактировался Марчелло Труцци. Первый номер журнала вышел в 1976 году.
В 2010 году были объявлены следующие члены редакции журнала: Джеймс Алкок, Кендрик Фрейзер, Рэй Хайман, Скотт О. Лилинфельд, Армадео Сарма, 
Юджени Скотт, Дэвид Э. Томас, Леонард Трамиель, Бенджамин Волозин, Элизабет Лофтус, Карен Столлзноу.